# ساری‌اوزن (حوضه تورغای)
ساری‌اوزن (قزاقی: Сарыөзен) یک رودخانه در استان آق‌مولای کشور قزاقستان است.